# Martin Kojc
Martin Kojc (vzdevek Iki), slovenski psiholog, parapsiholog in publicist, * 14. september 1901, Središče ob Dravi, † 18. marec 1978, Maribor.
Kojc se je šolal v Središču ob Dravi in na Ptuju. Gimnazijo je obiskoval v Mariboru in jo končal leta 1918. Do začetka 2. svetovne vojne je deloval v Nemčiji, kjer je med letoma 1930 in 1933 vodil praktično življenjsko posvetovalnico in dosegal s svojo psihoterapijo pomembne uspehe, nato se je vrnil v domovino. Med letoma 1939 in 1941 je v Ljubljani vodil posvetovalnico za praktični življenjski pouk. Bil je prvi slovenski hipnotizer, napisal je več knjig, ki so največji odmev doživele v tujini, predvsem na Nizozemskem, kjer ponatisi izhajajo še danes, in v Nemčiji. Pokopan je v Središču ob Dravi. Slovenskim bralcem je bil povečini predstavljen šele v tretjem tisočletju.